# Gianni Ravera
Giandomenico Ravera, născut Lenin Ravera, cunoscut drept Gianni Ravera, (n. 9 aprilie 1920, Chiaravalle, Marche, Regatul Italiei – d. 14 mai 1986, Roma, Italia) a fost un cântăreț italian.